# Elecciones parlamentarias de Bulgaria de 1971
Las elecciones parlamentarias de Bulgaria fueron realizadas el 27 de junio de 1971. El Frente de la Patria, dominado por el Partido Comunista Búlgaro, fue el único partido político que pudo participar en las elecciones; todas listas de candidatos tuvieron que ser aprobadas por el Frente. El Frente nominó un candidato para cada circunscripción. De los 400 candidatos, 272 eran militantes del Partido Comunista, 100 de la Unión Nacional Agraria Búlgara y los otros 28 candidatos eran independientes. Se dice que la participación electoral fue de un 99.9%.

## Resultados
| Partido                   | Votos     | %     | Escaños | +/– |
| ------------------------- | --------- | ----- | ------- | --- |
| Frente de la Patria       | 6,154,082 | 99.99 | 400     | −14 |
| En Contra                 | 1,487     | 0.01  | –       | –   |
| Inválidos/votos en blanco | 4,373     | –     | –       | –   |
| Total                     | 6,159,942 | 100   | 400     | −14 |